# USS LST-748
O USS LST-748 foi um navio de guerra norte-americano da classe LST que operou durante a Segunda Guerra Mundial.